# Neue Temesvarer Zeitung
Die Neue Temesvarer Zeitung war eine deutschsprachige Tageszeitung, die von 1868 bis 1912 in Timișoara (dt. Temeschwar) in Österreich-Ungarn erschienen ist. Sie wurde von Gustav Förck und Ernest Steger als Konkurrenz zur Temesvarer Zeitung (1852–1949) gegründet. Sie war hiermit die zweite Tageszeitung auf dem Gebiet des heutigen Rumänien. Chefredakteur war bis 1882 Albert Strasser, Sekretär der Temeschwarer Handelskammer. Unter seinem Nachfolger Friedrich Reusche erschien die Neue Temesvarer Zeitung zweimal täglich. Sie orientierte sich in ihrer Gestaltung insbesondere an der Neuen Südungarischen Zeitung und der Südungarischen Reform. Der Herausgeber vertrat ein politisch oppositionelles Profil. Neben Lokal-, Regional- und Auslandsnachrichten widmete sich die Neue Temesvarer Zeitung auch volkswirtschaftlichen Themen. Der vom späteren Chefredakteur Anton Lovas betreute Kulturteil bot neben Artikeln zu Literatur und Kunst auch Theaterkritiken. 1912 wurde das Blatt schließlich mit der Temesvarer Zeitung vereinigt, um die finanziellen Schwierigkeiten der beiden bis dahin konkurrierenden Zeitungsunternehmen zu überwinden.